# Edoardo Zardini
Edoardo Zardini (Peschiera del Garda, 2 de noviembre de 1989) es un ciclista italiano que fue profesional entre 2013 y 2022.

## Palmarés
2014
- 1 etapa del Giro del Trentino
- 1 etapa de la Vuelta a Gran Bretaña[2]

## Resultados en Grandes Vueltas
| Carrera | Carrera         | 2013  | 2014 | 2015 | 2016 | 2017 | 2018 | 2019 | 2020 | 2021 | 2022 |
| ------- | --------------- | ----- | ---- | ---- | ---- | ---- | ---- | ---- | ---- | ---- | ---- |
|         | Giro de Italia  | 138.º | 53.º | 82.º | —    | —    | Ab.  | —    | 96.º | —    | 78.º |
|         | Tour de Francia | —     | —    | —    | —    | —    | —    | —    | —    | —    | —    |
|         | Vuelta a España | —     | —    | —    | —    | —    | —    | —    | —    | —    | —    |

—: no participa

Ab.: abandono